# Таппуті
Таппуті, відома також як Таппуті-Белатекаллім — вважається першим в світі хіміком і парфумером. Вона згадується в месопотамських клинописних табличках, що датуються XII століттям до н. е. Таппуті працювала разом з дослідницею або дослідником по імені Ніну, і використовувала в своїй праці квіти, масла, аїр, мирру, дистильовану і фільтровану воду. Крім цього, вона була палацовим наглядачем.